# Sandels
Sandels är en svensk adelsätt som tidigare hette Sandel. Grenar som erhållit friherrlig och grevlig rang har slocknat.

## Historik
| ”                                   | En Swensk Sköld af Guld. På den är Wapnet, som af et hwitt Band snedt öfwer fördelas i Twänne Fält: Det Nedre Fältet swart: deruti et Bergsmans blosz: Det Öfre himmelsblått, och derpå Stella Chemica tindrande i Silfwerfärg. | „ |
| – Från Sköldebrevet i original, RHA | |   |

Stamfader för ätten är Benedictus Laurentii (död 1672) som var kyrkoherde i Hållnäs pastorat av Uppsala ärkestift, vars son Pehr Sandel (död 1683) efterträdde fadern som kyrkoherde. Dennes son Anders Sandel var kyrkoherde vid Gloria Dei (Old Swedes') kyrkan i Philadelphia, USA innan han blev kyrkoherde i Hedemora. I USA gifte han sig med Maria Dahlbo, dotter till den svensk-amerikanska plantageägarna Peter Dahlbo och Maria Rambo. Deras son Samuel Sandel (1724–1784) var bergsråd och gift med Catharina Elisabeth Brandt, dotter till den bekante Georg Brandt och Anna Maria Norn, ättling till Börje Cronbergs syster och Bureätten. Samuel adlades 1772 av Gustav III med namnet Sandels, och ätten introducerades året därefter på nummer 2006. Eftersom Samuels hustru tillhörde Bureätten är deras barn och samtliga medlemmar av ätterna Sandels även ättlingar till Bureätten.
En av Samuel Sandels söner, den berömde fältmarskalken Johan August (1764–1831), upphöjdes till friherre enligt 1809 års regeringsform och introducerades på nummer 332. När densamme upphöjdes till greve år 1815 på nummer 124 utgick den friherrliga ätten. Den grevliga ätten utslocknade på svärdssidan år 1914 med generalen Gösta Sandels, som vid sin bortgång hade fyllt 99 år. Han var den tredje av fältmarskalkens söner som hade ärvt grevetiteln.
Den adliga ätten nr 2006 fortlever, men dess äldsta ättegren utflyttade 1895 till USA där 27 av ättemedlemmarna är bosatta. I Sverige finns 19 ättemedlemmar. Vapenskölden utgörs av hjärtskölden i den grevliga vapenskölden.
Huvudman för den svenska grenen är fastighetsmäklaren och ljudteknikern Claes Sandels (född 1939).